# Pedro Sampaio
Pedro Sampaio, nato Pedro do Espirito Santo Sampaio (Rio de Janeiro, 21 dicembre 1997), è un disc jockey, cantautore e produttore discografico brasiliano.

## Biografia
Sampaio ha scoperto il suo talento per le percussioni mentre suonava un secchio all'età di 13 anni; arrivando in seguito a svolgere il DJing, attività che gli ha permesso di affiancarsi al connazionale Dennis DJ. Ha dato al via alla sua carriera musicale nel 2017, anno in cui ha guadagnato visibilità per mezzo dei remix realizzati da lui stesso e divulgati tramite YouTube.
A fine 2018 è stato contrattato dalla Warner Music Brasil, producendo la prima hit per l'etichetta, intitolata Sentadão, nel 2019; il brano, premiato con un Prêmio Multishow de Música Brasileira, ha infatti segnato il suo secondo ingresso nella top ten brasiliana dopo Chama ela, posizionandosi al 2º posto, e ha ricevuto un disco di platino dalla AFP per le 10 000 unità vendute in suolo portoghese. Sempre nel 2020, oltre a vincere il suo primo Prêmio MTV MIAW e incidere il singolo di diamante Balança, ha reso disponibile un remix di WAP di Cardi B, il quale è viralizzato tanto da essere stato incluso in un medley durante l'esibizione di quest'ultima ai Grammy Award, tenutisi il 26 gennaio 2021.
Nei mesi successivi ha pubblicato Larissa e Fala mal de mim, rispettivamente certificati platino e triplo disco di platino dalla Pro-Música Brasil. L'album in studio d'esordio Chama meu nome, presentato nel febbraio 2022 e certificato anch'esso platino dalla PMB per le oltre 80 000 unità equivalenti, è stato trainato dall'uscita degli estratti Atenção, una collaborazione con Luísa Sonza, Galopa e No chão novinha; quest'ultimo un duetto diamante in Brasile con Anitta. Di essi il penultimo è stato più fortunato commercialmente, poiché ha conquistato il podio sia nella hit parade della UBC che della classifica in Portogallo, dove ha guadagnato lo stato di rispettivamente doppio diamante e doppio platino. L'LP, entrato in classifica in Francia e diventato oro in Portogallo, include anche la traccia Dançarina, contenente un campionamento di Menina má di Anitta, che è stata incisa assieme a MC Pedrinho ed è riuscita a spodestare Malvadão 3 di Xamã dalla numero uno nella graduatoria brasiliana, oltre a raggiungere la vetta nella Top 200 Singles portoghese e a debuttare all'interno di quella paraguaiana, lussemburghese, svizzera e francese.
È ritornato sulle scene musicali nel settembre 2024 col secondo LP Astro; il disco è stato anticipato dalla hit PocPoc, la seconda a imporsi in vetta in Portogallo (dove è quintuplo platino), e da Cavalinho, quinta top ten dell'artista nella graduatoria portoghese e quadruplo platino.

## Discografia

### Album in studio
- 2022 – Chama meu nome
- 2024 – Astro

### EP
- 2020 – Remixes!

### Singoli
- 2018 – Eita! (feat. Jhama)
- 2018 – Bota pra tremer
- 2019 – Vai menina
- 2019 – Fica à vontade
- 2019 – Aquecimento do Pedro Sampaio (con MC Jefinho)
- 2019 – Chama ela (con Lexa)
- 2019 – Sentadão (con Felipe Original e JS o Mão de Ouro)
- 2020 – Balança (con WC no Beat e FP do Trem Bala)
- 2020 – Pode dançar
- 2020 – Larissa (con Luan Otten)
- 2021 – Fala mal de mim (con Daniel Caon e Wesley Safadão)
- 2021 – Atenção (con Luísa Sonza)
- 2021 – Galopa
- 2021 – No chão novinha (con Anitta)
- 2022 – Dançarina Remix (con Anitta, Dadju, Nicky Jam e MC Pedrinho)
- 2022 – Olhadinha (con Zé Felipe)
- 2022 – Sal (con Pabllo Vittar)
- 2022 – Não se vá (con Léo Santana)
- 2023 – Ensaio das maravilhas (con Thaysa Maravilha)
- 2023 – Carinha de bebê (con Ana Castela)
- 2023 – Joia rara (con MC Tato)
- 2023 – Nem aí (con MC Ryan SP)
- 2023 – Sequência revolucionária (con MC GW)
- 2023 – Se bater saudade (con Kadu Martins)
- 2023 – PocPoc
- 2023 – Joga pra lua (con Anitta e Dennis)
- 2024 – Cavalinho (con Gasparzinho e MC Meno K)
- 2024 – Sequência colocadão (con MC GW e MC Meno K feat. Delano)
- 2024 – Barulho do prazer (con MC GW e Henry Freitas)
- 2024 – Pedrin (con DJ Topo)
- 2024 – Prece (con MC Thiago)
- 2024 – Escada do prédio (con Marina Sena)
- 2024 – Sequência striptease (con MC GW, MC Debby e MC Talibã)
- 2025 – Bota um funk (con Anitta e MC GW)
- 2025 – Perversa (con J Balvin e i Take a Daytrip)

## Tournée
- 2023 – Europe Tour
- 2024 – UK & Europe Tour
- 2025 – Astro Tour

## Riconoscimenti
- BreakTudo Awards
  - 2020 – Candidatura alla Rivelazione nazionale[24]
  - 2020 – Candidatura al Video musicale nazionale per Chama ela[24]
  - 2021 – Candidatura all'Artista maschile nazionale[25]

- Prêmio da Música Brasileira
  - 2025 – Candidatura all'Artista funk[26]
  - 2025 – Candidatura alla Pubblicazione funk per Astro[26]

- Prêmio Multishow de Música Brasileira
  - 2020 – Música chiclete per Sentadão[5]
  - 2021 – Candidatura al Video musicale dell'anno per Atenção[27]
  - 2022 – Candidatura alla Hit dell'anno per Dançarina[28]
  - 2023 – Candidatura al DJ dell'anno[29]
  - 2024 – Candidatura al Pop dell'anno per PocPoc[30]
  - 2024 – Candidatura al DJ dell'anno[30]
  - 2024 – Funk dell'anno per Joga pra lua[30]

- Prêmios MTV MIAW
  - 2020 – Candidatura all'Artista musicale[8]
  - 2020 – DJ lanso a braba[8]
  - 2020 – Candidatura all'Inno dell'anno per Sentadão[8]
  - 2021 – Candidatura all'Hitmaker assurdo[31]
  - 2021 – Candidatura alla Collaborazione nazionale per Atenção[31]
  - 2021 – Candidatura alla Collaborazione nazionale per Fala mal de mim[31]
  - 2021 – Candidatura all'Inno dell'anno per Atenção[31]
  - 2021 – DJ lanso a braba[31]
  - 2021 – Candidatura alla Coreô envolvente per Atenção[31]
  - 2022 – Candidatura all'Artista musicale[32]
  - 2022 – Candidatura alla Coreô envolvente per Dançarina[32]
  - 2022 – Inno dell'anno per Dançarina[32]
  - 2022 – Candidatura al DJ lanso a braba[32]